# Torcy, Saône-et-Loire
Torcy este o comună în departamentul Saône-et-Loire, Franța. În 2009 avea o populație de 3.096 de locuitori.

## Evoluția populației
| An        | 1975  | 1982  | 1990  | 1999  | 2006  | 2009  |
| --------- | ----- | ----- | ----- | ----- | ----- | ----- |
| Populație | 4.400 | 4.865 | 4.059 | 3.554 | 2.996 | 3.096 |